# Distretto federale
Un distretto federale è una suddivisione amministrativa di un sistema governativo federale. Spesso non si tratta di suddivisioni componenti del paese, ma entità separate sotto diretto controllo del governo federale. 

## Australia
Oltre ai sei stati autonomi (Nuovo Galles del Sud, Queensland, Australia Meridionale, Tasmania, Victoria e Australia Occidentale), la federazione australiana comprende due territori autonomi, il Territorio della Capitale Australiana e il Territorio del Nord.

## Stati Uniti
La capitale federale e sede del governo statunitense a Washington si trova in un distretto chiamato Distretto di Columbia. Inoltre il governo del paese contempla alcuni altri tipi di distretti federali, non specificamente correlati alla capitale:
- Il sistema delle corti federali divide ogni stato, il Distretto di Columbia e Porto Rico in distretti giudiziari federali che hanno ognuno una Corte distrettuale degli Stati Uniti e una Corte fallimentare degli Stati Uniti. Esistono anche circuiti giudiziari federali, ognuno formato da un gruppo di stati (tranne che per il Circuito del District of Columbia che comprende il solo distretto federale). Ogni circolo, che esiste anche a Porto Rico, ha anche la Corte territoriale degli Stati Uniti e una Corte d'Appello degli Stati Uniti.
- La Federal Reserve, banca centrale statunitense, consiste di dodici banche localizzate in tutto il paese, ognuna delle quali controlla un distretto della Federal Reserve.

## Malaysia
In Malaysia, l'espressione Territorio federale (in malese: Wilayah Persekutuan) individua tre territori governati direttamente dal governo federale: Kuala Lumpur (capitale nazionale), Putrajaya (centro amministrativo del governo federale) e Labuan (centro finanziario internazionale offshore).

## America Latina
L'espressione Distrito Federal si riferisce a:
- Distretto Federale (Brasile)
- Distretto Capitale (Venezuela)
- Distretto Federale (Argentina), oggi Città Autonoma di Buenos Aires
- Distretto Federale (Messico), oggi Città del Messico

## Altri usi
In Russia sono presenti otto circondari federali, talvolta indicati anche con il termine distretti federali, che raggruppano più soggetti federali e che non hanno niente a che vedere con le suddivisioni territoriali tipiche degli stati federali.